# Torre Vittoria
Torre Vittoria è una torre costiera situata nel comune di San Felice Circeo in Lazio.

## Storia
La torre venne eretta nel 1631.
La volgata vuole che il nome della torre sia un riferimento a un episodio avvenuto nel 1808, periodo in cui lo Stato Pontificio era sottoposto al blocco napoleonico, quando la guarnigione della torre riuscì a soccorrere una tartana livornese minacciata da una nave inglese. In realtà la torre portava quel nome già in precedenza.

## Descrizione
La torre sorge nella piana ai piedi del borgo di San Felice Circeo e presenta una pianta quadrata con lo spigolo rivolto verso il mare in modo tale da meglio resistere al fuoco proveniente da quella direzione.